# René Terrats
Pas d'image ? Cliquez ici

a Compétitions nationales et continentales officielles uniquement.

b Matchs officiels uniquement.
René Terrats, né le 5 mars 1950 à Perpignan, est un joueur de rugby à XIII dans les années 1970 et 1980 évoluant au poste de troisième ligne ou de centre.
Natif de Perpignan, il joue pour l'AS Saint-Estève avec lequel il remporte le Championnat de France en  1971, ainsi que la Coupe de France en 1972.
Ses bonnes prestations en club l'amènent à être sélectionné à de nombreuses reprises en équipe de France entre 1971 et 1977.

## Palmarès
- Collectif :
  - Vainqueur du Championnat de France : 1971 (Saint-Estève).
  - Vainqueur de la Coupe de France : 1972 (Saint-Estève).
  - Finaliste du Championnat de France : 1975 et 1980 (Saint-Estève).

### Détails en sélection
| 1.  | 11 novembre 1971 | Nouvelle-Zélande          | 11-27 | Test-match     | Troisième ligne | - | - | - | - |
| 2.  | 19 janvier 1975  | Angleterre                | 9-11  | Coupe d'Europe | Remplaçant      | - | - | - | - |
| 3.  | 16 février 1975  | Pays de Galles            | 8-21  | Coupe du monde | Centre          | - | - | - | - |
| 4.  | 2 mars 1975      | Pays de Galles            | 14-7  | Coupe du monde | Centre          | 3 | 1 | - | - |
| 5.  | 16 mars 1975     | Angleterre                | 2-20  | Coupe du monde | Centre          | - | - | - | - |
| 6.  | 15 juin 1975     | Nouvelle-Zélande          | 0-27  | Coupe du monde | Centre          | - | - | - | - |
| 7.  | 21 juin 1975     | Australie                 | 6-26  | Coupe du monde | Centre          | - | - | - | - |
| 8.  | 11 octobre 1975  | Angleterre                | 2-48  | Coupe du monde | Centre          | - | - | - | - |
| 9.  | 17 octobre 1975  | Nouvelle-Zélande          | 12-12 | Coupe du monde | Troisième ligne | - | - | - | - |
| 10. | 26 octobre 1975  | Australie                 | 2-41  | Coupe du monde | Troisième ligne | - | - | - | - |
| 11. | 6 novembre 1975  | Pays de Galles            | 2-23  | Coupe du monde | Centre          | - | - | - | - |
| 12. | 29 mai 1977      | Papouasie-Nouvelle-Guinée | 6-37  | Test-match     | Centre          | - | - | - | - |
| 13. | 11 juin 1977     | Australie                 | 9-21  | Coupe du monde | Centre          | - | - | - | - |
| 14. | 19 juin 1977     | Nouvelle-Zélande          | 20-28 | Coupe du monde | Centre          | - | - | - | - |